# ジラン郡

ジラン郡 / グニラン郡
Rajoni i Gjilanit
Гњилански oкруг
Gnjilanski okrug

ジラン郡（ジラニぐん、アルバニア語: Rajoni i Gjilanit）、またはグニラネ郡（グニラネぐん、セルビア語:Гњилански oкруг / Gnjilanski okrug）は、コソボの郡。郡都はジラン / グニラネ。

## 基礎自治体
ジャコヴァ郡 / ジャコヴィツァ郡には、5つの基礎自治体がある。
- ジラン / グニラネ
- カメニツァ / コソヴスカ・カメニツァ
- ヴィティ / ヴィティナ
- クロコト＝ヴェルボツ / クロコト＝ヴルボヴァツ
- パルテシュ